# Кур'єр Галіційський
«Кур'єр Галіційський» (пол. «Kurier Galicyjski») — визначає себе як незалежну газету поляків в Україні. Виходить двічі на місяць.
Засновник і видавець — Мирослав Ровицький (пол. Mirosław Rowicki), головний редактор — Марцін Ромер (пол. Marcin Romer).
Частина редакції розташована у Львові, частина в Івано-Франківську.
Газета фінансується з коштів Міністерства закордонних справ Польщі за посередництвом фундації «Свобода і демократія» (пол. Wolność i Demokracja).